# Orvilleus crassus
Genre
Espèce
Orvilleus crassus, unique représentant du genre Orvilleus, est une espèce d'araignées aranéomorphes de la famille des Salticidae.

## Distribution
Cette espèce est endémique du Panama.

## Description
Le mâle holotype mesure 2,88 mm.

## Publication originale
- Chickering, 1946 : The Salticidae of Panama. Bulletin of the Museum of. Comparative Zoology, vol. 97, p. 1-474 (texte intégral).